# Hồ Huân Nghiệp
Hồ Huân Nghiệp  (胡勳業, 1829 – Giáp Tý 1864), tự Thiệu Tiên, (紹先) là một nhà giáo tận tụy, một gương mặt tiêu biểu, thuộc thế hệ tham gia chiến đấu chống Pháp đầu tiên trên đất Gia Định xưa.

## Thân thế
Hồ Huân Nghiệp sinh năm Kỷ Sửu (1829) tại làng An Định, tổng Dương Hòa, huyện Bình Dương, phủ Tân Bình, trấn Phiên An (nay thuộc quận Tân Phú, Thành phố Hồ Chí Minh).
Ông nội ông là Hồ Văn Thuận Ký lục trấn Phiên An. Cha ông là Hồ Lợi, một danh sĩ có khí tiết. Nhờ vậy, từ nhỏ Hồ Huân Nghiệp được chăm sóc, dạy dỗ chu đáo. Lớn lên, Hồ Huân Nghiệp, cũng như cha, ông nổi tiếng văn hay chữ đẹp, sống có khí tiết, được nhiều người kính trọng.
Khi cha mất, ông Nghiệp làm nhà bên cạnh mộ, để vừa trông nom mộ, vừa dạy học trò và nuôi mẹ. Bọn trộm thấy nhà ông ngăn cản đường qua lại của chúng nên đốt cháy. Ông cùng học trò làm nhà lại, bọn trộm thấy ông thành thực nên tìm ngã khác.
Vì có mẹ già, năm 30 tuổi, dù có khoa thi nhưng ông không thi, để ở nhà phụng dưỡng mẹ.

## Hoạt động chống Pháp
Khi liên quân Pháp – Tây Ban Nha đánh chiếm ba tỉnh miền Đông Nam Bộ (1859), và rồi quan quân nhà Nguyễn cứ liên tiếp bị thua trận, khiến Trương Định phải lui về đóng quân ở Tân Hòa (Gò Công), hội các nhân sĩ để định kế hoạch xướng nghĩa. Trước cảnh "nước mất, nhà tan", Hồ Huân Nghiệp đưa mẹ về Chợ Đệm (nay thuộc xã Tân Túc, Bình Chánh, Thành phố Hồ Chí Minh), lấy vợ để mẹ có người phụng dưỡng rồi nhận lời Trương Định, giữ chức tri phủ Tân Bình để lo việc dân, việc quân.
Buổi ấy, đất Gia Định đã bị quân Pháp chiếm cứ, các quan lại phủ huyện do Trương Định đặt ra đều phải ẩn trong nhà dân làm việc, không có nha thự. Vậy mà Hồ Huân Nghiệp vẫn điều động được binh lính và tiếp tế được lương thực cho nghĩa quân.
Khi Gò Công bị Pháp tấn công, bản doanh Đám lá tối trời thất thủ, Nguyên soái Trương Định bị trọng thương và đã rút gươm tự sát tại Ao Dinh, thì ông Nghiệp vẫn cùng Phó lãnh binh Huỳnh Trí Viễn và Quản cơ Mạnh, lãnh đạo nghĩa quân gồm các trai làng Tân Túc, Tân Kiên, Tân Tạo, Tân Nhựt, Tân Bửu, An Lạc, An Phú Tây và Bình Chánh đã đánh địch nhiều trận, nổi tiếng nhất là trận đánh vào Ngã ba Cai Tâm, trên sông Chợ Đệm năm 1886, gây cho đối phương nhiều thiệt hại, mở rộng đường cho nghĩa quân Trương Quyền (con Trương Định) từ miền Đông rút về Bến Lức.
Mãi sau đối phương dò biết được, vào ngày 17 tháng 4 năm 1864, quân Pháp ập đến bắt ông, giải về huyện lỵ cũ huyện Tân Bình. Sau nhiều lần chiêu dụ không thành, thực dân Pháp quyết định hành quyết ông. Năm ấy, ông mới 35 tuổi.
Sau khi Hồ Huân Nghiệp mất, người vợ trẻ sinh cho ông một đứa con trai.

## Một tấm lòng vì nghĩa
Khi có người bạn hỏi: Trương Định làm việc nghĩa, hào kiệt bốn phương tụ họp đông đảo, liệu sẽ thành công chăng?, thì ông Hồ Huân Nghiệp trả lời rằng: Ông Trương Định làm việc nghĩa, không kể thành bại. Thành làm, mà bại cũng làm, bởi vì đây là việc đại nghĩa.
Trong quyển Kỳ Xuyên văn sao của Nguyễn Thông, cũng có đoạn viết:
(Ông Nghiệp bị bắt), bọn quan Tây tra hỏi ông tên những người cầm đầu nghĩa binh, nhưng ông không trả lời. Chúng lại hỏi hòa ước đã định, sao còn sinh sự (để) hại dân? ông khẳng khái cãi lại, bọn Tây không sao làm cho ông thua lý được. Rồi chúng đem máy chém ra. Có tên cố đạo biết chữ Hán, thấy Huân nghiệp là một người nho học, muốn tìm cách cho ông được tha. Hắn đem giá chữ thập ra bảo ông lạy, nhưng ông không chịu khuất, lấy giá chữ thập vất xuống đất.
Đến lúc sắp hành hình, Huân Nghiệp rửa mặt, sửa khăn áo ung dung đọc bốn câu thơ rồi chịu chém. Ai thấy cũng sa nước mắt...
Kiến nghĩa ninh cam bất dũng vi,
Toàn bằng trung hiếu tác nam nhi.
Thử thân sinh tử hà tu luận,
Duy luyến cao đường bạch phát thùy.
Bảo Định Giang dịch thơ:
Thấy nghĩa lòng đâu dám hững hờ,
Làm trai ngay thảo, quyết tôn thờ.
Thân này sống chết không màng nhắc,
Thương bấy mẹ già tóc bạc phơ.
Đề cập đến ông, GS. Trần Văn Giàu đã khen rằng:
Lớn thay tư tưởng "thấy việc nghĩa tất phải làm, không kể thành bại", nhất là khi việc nghĩa đó lại là việc cứu nước. Cũng lớn thay thái độ đặt chữ "trung với nước" lên trên chữ "hiếu với mẹ", trung với nước tứ là hiếu với mẹ rồi vậy. Càng lớn thay tinh thần bình thản trước cái chết vì đại nghĩa, một thái độ thấm nhuần triết lý sống Việt Nam.
Ở Chợ Đệm vẫn còn lưu truyền bài hịch của Hồ Huân Nghiệp kêu gọi nhân dân đứng lên chống Pháp:
Ở đâu mà chẳng thấy: Phá chùa chiền, đào mồ mả, làm những việc bất nhơn?
Ở đâu mà chẳng hay: Đốt nhà cửa, hãm vợ con, làm những điều vô đạo?
... Bớ tướng sĩ ơi! ở các làng ơi!
Sống có danh, thác cũng có danh, sống thác để thơm danh nhà nước!
Phải đoái lại lưỡi gươm đầu hố.
Muốn đó khỏi vòng lao khổ.
Gặp vận trời đến lúc gươm hanh.
Thời mới thấy người trong thiện ác...
Hiện nay, tên Hồ Huân Nghiệp được chọn để đặt tên một con đường tại phường Bến Nghé, quận 1, Thành phố Hồ Chí Minh , nhưng ghi sai là Huấn.